# Тортора
Тортора (итал. Tortora) — город и коммуна в Италии, располагается в регионе Калабрия, подчиняется административному центру Козенца.
Население составляет 6000 человек (на 2004 г.), плотность населения составляет 102 чел./км². Занимает площадь 57 км². Почтовый индекс — 87020. Телефонный код — 0985.
Соседние коммуны: Лайно-Борго, Лаурия, Маратея, Прая-а-Маре, Треккина.
Покровителями коммуны почитаются священномученик Власий Севастийский, празднование 3 февраля, и sant'Antonio da Padova.